# تشيما رودريغيز (كرة يد)
تشيما رودريغيز (بالإسبانية: Chema Rodríguez Vaquero) مواليد 5 يناير 1980 في بالنثيا، هو لاعب كرة يد إسباني يلعب كوسط مدافع. يلعب حاليا مع نادي فيسبرم لكرة اليد ويحمل الرقم 25. مثل منتخب إسبانيا لكرة اليد.

## سجل المنافسة
شارك في البطولات التالية:
- بطولة العالم لكرة اليد للرجال 2015

## روابط خارجية
- تشيما رودريغيز على موقع الاتحاد الأوروبي لكرة اليد (الإنجليزية)
- تشيما رودريغيز على موقع الاتحاد الفرنسي لكرة اليد (الفرنسية)